# Barbara Gruden
Barbara Gruden, italijansko-slovenska novinarka in dopisnica, * 6. december 1962, Trst.
Rojena v Trstu, kjer je obiskovala slovenski Licej Franceta Prešerna in diplomirala iz germanistike na Tržaški Univerzi.
Svojo novinarsko pot je začela v uredništvu Primorskega dnevnika in nadaljevala pri zunanjepolitičnem uredništvu družbe RAI v Rimu. Poročala je iz kriznih žarišč ko so bili potres na Haitiju, jedrska nesreča v Fukušimi, vojna v Gazi 2014, začetek konflikta v Ukrajini (2014-2017), balkanska begunska kriza 2015, islamistični atentati v Evropi (2015-2017).
Od septembra 2017 je dopisnica Rai iz Berlina, kjer spremlja dogajanja v Nemčiji in drugih državah srednje Evrope, predvsem v Avstriji, na Madžarskem in Poljskem.

## Vir
- https://www.linkfestival.it/relatori/barbara-gruden/